# Samuel Jackman Prescod
Samuel Jackman Prescod (1806 – 26 septembre 1871) est un homme politique et un juge barbadien, qui devient le premier descendant de migrants africains à être élu au parlement de Barbade, en 1843. 

## Biographie
Prescod est né à la Barbade, fils de Lidia Smith, métisse affranchie, et de William Prescod, un Blanc fortuné. Ils lui donnèrent le prénom de Samuel Jackman, en hommage à un planteur local.
En grandissant, Samuel Jackman Prescod découvre qu'il est exclu par la loi de toute vie politique : en effet, sur cette colonie britannique autogérée, s'applique une loi de 1697 qui stipule que pour avoir le droit de voter, il faut être blanc, posséder un minimum de 40 000 m2 de terre et être chrétien. Or, Samuel Jackman est considéré comme mulâtre, non comme blanc. Par ailleurs, l'esclavage dans cette colonie est encore en vigueur. En 1829, le jeune-homme entre en politique. Le 9 juin 1831, le gouverneur de l'île, James Frederick Lyon accepte de signer une nouvelle loi électorale : désormais, les gens de couleur libres ont le droit de voter.
En 1836, il travaille dans le premier journal aux mains de non-Blancs, The New Times mais, bien que bénévole, il est exclu de la rédaction au bout de huit mois pour ses idées trop radicales. Samuel Jackman s'en va travailler au Liberal, qui cible les classes moyennes et les ouvriers, quelle que soit leur couleur. The Liberal connaît des difficultés financières, et Samuel Jackman demande à un certain Thomas Harris d'y investir de l'argent : le journal se met alors à défier la minorité des planteurs. 
En 1838, l'esclavage est enfin aboli dans l'île et 80 000 Noirs deviennent libres : Prescod écrit dans son journal que désormais, il vivraient pour les rendre véritablement libres. En effet, la loi électorale, basée à la fois sur le suffrage censitaire et la discrimination raciale, leur interdit le droit de vote. 
En 1840, il part pour Londres au nom de son journal pour participer au premier congrès mondial anti-esclavagiste (World's Anti-Slavery Convention (en)) qui s'ouvre le 12 juin. En juillet, il envoie ses doléances au Bureau des Colonies signalant que les planteurs barbadiens revendent leurs petites parcelles à des prix exagérément élevés dans le but d'empêcher les personnes affranchis d'accéder à la propriété. Une enquête fut diligentée et révéla la véracité de cette pratique. Entre 1840 et 1849, en dépit d'un aménagement de la loi, les choses n'évolue que lentement, puisque le nombre de propriétaires passe de 1 153 à seulement 1 322, représentant 5 % de la population. Dès son retour à Bridgetown, Samuel Jackman est jeté en prison pendant une semaine pour ses propos dans son journal, jugés séditieux.
Le 6 juin 1843, il est élu au parlement de Barbade, comme l'un des deux représentants de Bridgetown : l'élection s'est faite à bulletin ouvert et est largement en faveur de Samuel Jackman, qui a, durant ces années passées, pu acquérir une terre dans le seul but d'être éligible. Il adhère au Parti libéral de l'île et œuvre pour des actions éducatives en faveur des affranchis. Il encourage la prise de conscience sociale à la Barbade.
Il se retire de la vie politique en 1860 et accepte un poste de juge à la Cour d'appel.
Il meurt le 26 septembre 1871 à l'âge de 65 ans et est enterré à Bridgetown.
Il fait partie désormais de la liste des héros nationaux de la Barbade, titre attribué à seulement onze personnalités.